# تپه کمر شاه مردان
تپه کمر شاه مردان مربوط به دوره ساسانیان - دوران‌های تاریخی پس از اسلام است و در شهرستان سر بیشه، روستای پخت واقع شده و این اثر در تاریخ ۷ مهر ۱۳۸۱ با شمارهٔ ثبت ۶۳۶۳ به‌عنوان یکی از آثار ملی ایران به ثبت رسیده است.